# Hugo Pierleoni
Hugo Pierleoni, C.R.S.V. (data incerta - 28 de outubro de 1161) foi um cardeal romano da Igreja Católica, bispo de Piacenza e de Tusculum.

## Biografia
Era filho de Huguizão Pierleoni, que era filho de Pier Leoni, portanto, era sobrinho do antipapa Anacleto II e tio do cardeal Ugo Pierleoni, Cônego regular de São Vítor (1171).
Eleito bispo de Piacenza, em 9 de janeiro de 1155 o Papa Adriano IV escreveu ao clero e ao povo da diocese anunciando o eleição do novo bispo; fez sua entrada solene na diocese em 1 de maio de 1155 e manteve a administração da sé até sua morte. Recebeu a ordenação episcopal do Papa Adriano IV no início de 1155. Ele permaneceu leal ao Papa Alexandre III quando o cisma de 1159 eclodiu com a eleição do Antipapa Vítor IV, apesar da pressão exercida pela facção imperial, pela qual ele teve que abandonar sua diocese. Ele então se juntou aos Cônegos Regulares de São Vítor de Paris.
Criado cardeal-bispo de Túsculo no consistório de 1164. Subscreveu as bulas papais emitidas entre 18 de março de 1166 e 8 de abril de 1167.
Morreu em Roma em 30 de abril de 1167.